# فريق أوميزومي
فريق أوميزومي (بالإنجليزية: Team Umizoomi)‏ هو مسلسل تلفزيوني موسيقي أمريكي متحرك للأطفال من تأليف سو كيم ومايكل تي سميث وجنيفر توومي، وطورته تيري وايس لنيكلوديون وقناة نيك جونيور، وعرضت على إم بي سي 3.

## روابط خارجية
- فريق أوميزومي على موقع IMDb (الإنجليزية)
- فريق أوميزومي على موقع روتن توميتوز (الإنجليزية)
- فريق أوميزومي على موقع نتفليكس (الإنجليزية)
- فريق أوميزومي على موقع كينوبويسك (الروسية)
- فريق أوميزومي على موقع ألو سيني (الفرنسية)
- فريق أوميزومي على موقع قاعدة بيانات الفيلم (الإنجليزية)